# Salzburgring

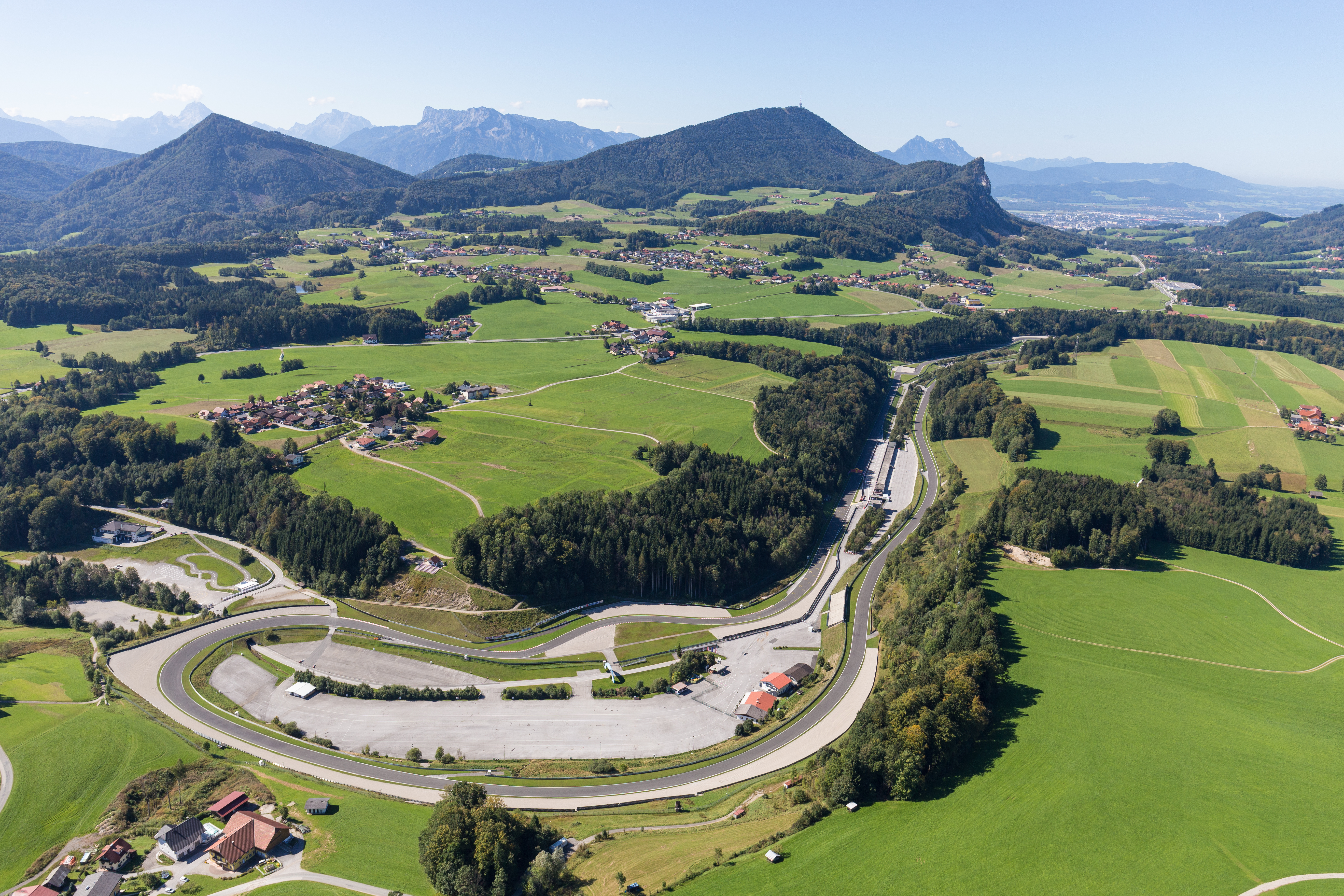
De Salzburgring in 2014

De Salzburgring is een circuit nabij Salzburg, Oostenrijk. Op het circuit werden Grands Prix voor motorfietsen gehouden tussen 1971 en 1994, met uitzondering van 1980 en 1992.
Doordat het circuit gelegen is een dal, kent het een lang uitgestrekte lay-out. Het circuit kent twee keerpunten, de "Fahrerlagerkurve" en de "Nockstein-Kehre".